# Alex Montoya
Pour les articles homonymes, voir Montoya.

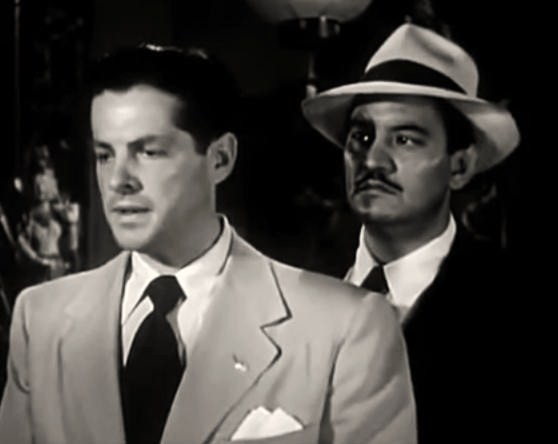
Avec Robert Cummings (à g.), dans L'Évadée (1946)

Alejandro Pedro « Alex » Montoya est un acteur américain, né le 19 octobre 1907 à El Paso (Texas), mort le 25 septembre 1970 à Los Angeles (Californie).

## Biographie
Au cinéma, comme second rôle de caractère ou dans des petits rôles non crédités, Alex Montoya contribue à soixante-dix-huit films américains sortis entre 1938 et 1968, dont des westerns.
Mentionnons Les Rubis du prince birman d'Allan Dwan (1955, avec Barbara Stanwyck et Robert Ryan), Les Sept Mercenaires de John Sturges (1960, avec Yul Brynner et Steve McQueen), Le Vol du Phoenix de Robert Aldrich (1965, avec James Stewart et Richard Attenborough), ou encore L'Homme de la Sierra de Sidney J. Furie (1966, avec Marlon Brando et Anjanette Comer).
À la télévision, il apparaît dans cinquante-sept séries américaines de 1951 à 1969 (souvent là aussi dans le domaine du western), dont Rawhide (trois épisodes, 1959-1961), La Grande Caravane (trois épisodes, 1960-1963), Au cœur du temps (un épisode, 1967) et Le Grand Chaparral (trois épisodes, 1967-1968).
Alex Montoya se produit pour la dernière fois au petit écran dans la série La Nouvelle Équipe, à l'occasion d'un épisode diffusé en 1969. Il meurt l'année suivante (1970) à 62 ans, des suites d'une maladie cardio-vasculaire.

## Filmographie partielle

### Cinéma
- 1938 : Les Vautours de la jungle (en) (Hawk of the Wilderness) de John English et William Witney (serial) : un indien Shoshone
- 1941 : Fiesta (en) de LeRoy Prinz : un vaquero
- 1944 : Lona la sauvageonne (Rainbow Island) de Ralph Murphy : un garde de la reine
- 1946 : L'Évadée (The Chase) d'Arthur Ripley : un détective à La Havane
- 1946 : La Ville des sans-loi (Badman's Territory) de Tim Whelan : un indien
- 1947 : Sérénade à Mexico (Honeymoon) de William Keighley : le premier avocat
- 1948 : Le Brigand amoureux (The Kissing Bandit) de László Benedek : un bandit
- 1949 : La Chevauchée de l'honneur (Streets of Laredo) de Leslie Fenton : un mexicain
- 1949 : Les Insurgés (We Were Strangers) de John Huston : un chauffeur
- 1950 : Cas de conscience (Crisis) de Richard Brooks : l'indien corpulent
- 1950 : Dallas, ville frontière (Dallas) de Stuart Heisler : un vaquero
- 1951 : Une fille en or (Golden Girl) de Lloyd Bacon : un bandit
- 1952 : Viva Zapata ! d'Elia Kazan : un paysan
- 1952 : L'Ange des maudits (Rancho Notorious) de Fritz Lang : le barman
- 1952 : Californie en flammes (California Conquest) de Lew Landers : Juan
- 1952 : Le Paradis des mauvais garçons (Macao) de Josef von Sternberg : le barman
- 1952 : Le Faucon d'or (The Golden Hawk) de Sidney Salkow
- 1952 : Passage interdit (Untamed Frontier) d'Hugo Fregonese : José
- 1953 : La Plage déserte (Jeopardy) de John Sturges : le policier au talkie-walkie
- 1953 : Fort Bravo (Escape from Fort Bravo) de John Sturges : le sergent Chavez
- 1954 : Tornade (Passion) d'Allan Dwan : Manuel Felipe
- 1955 : Quand le clairon sonnera (The Last Command) de Frank Lloyd : le colonel mexicain
- 1955 : Les Rubis du prince birman (Escape to Burma) d'Allan Dwan : Dacoit
- 1956 : Santiago de Gordon Douglas : le lieutenant espagnol
- 1956 : Les Échappés du néant (Back from Eternity) de John Sturges : le sergent de police
- 1957 : Les Tambours de la guerre (War Drums) de Reginald Le Borg
- 1960 : Les Sept Mercenaires (The Magnificent Seven) de John Sturges : un villageois
- 1965 : Le Vol du Phoenix (The Flight of the Phoenix) de Robert Aldrich : Carlos
- 1966 : L'Homme de la Sierra (The Appaloosa) de Sidney J. Furie : « Squint Eye »
- 1967 : Le Pirate du roi (The King's Pirate) de Don Weis
- 1968 : Commando intrépide (en) (Daring Game) de László Benedek : le général Tovrea

### Télévision
(séries)
- 1954 : Histoires du siècle dernier (Stories of the Century)
  - Saison 1, épisode 2 Billy the Kid de William Witney : le barman
- 1955 : Rintintin (The Adventures of Rin Tin Tin)
  - Saison 1, épisode 26 The Bandit Kingdom : Don Felipe
- 1957 : La Flèche brisée (Broken Arrow)
  - Saison 1, épisode 30 The Archeologist de Frank McDonald : Nogalo
  - Saison 2, épisode 2 Conquistador de Richard L. Bare : Pedro
- 1958 : Zorro
  - Saison 1, épisode 13 La Chute de Monastario (The Fall of Monastario) de Norman Foster : un prisonnier
- 1959 : Les Incorruptibles (The Untouchables)
  - Saison 1, épisode 7 Pas de cadavre au Mexique (Mexican Stake-Out) de Tay Garnett : Max Charcas
- 1959-1961 : Rawhide
  - Saison 2, épisode 1 Le Jour des morts (Incident of the Day of the Dead, 1959) de Stuart Heisler : Ramon
  - Saison 2, épisode 27 Sortilèges (Incident of the 100 Amulets, 1960) de Stuart Heisler : Lopez
  - Saison 4, épisode 1 Rio Salado (Incident at Rio Salado, 1961) de Ted Post : Segundo
- 1960 : Cheyenne
  - Saison 5, épisode 2 Counterfeit Gun de Jerry Hopper : Raoul
- 1960 : Échec et mat (Checkmate)
  - Saison 1, épisode 10 Moment de vérité (Moment of Truth) : Luis
- 1960-1963 : La Grande Caravane (Wagon Train)
  - Saison 4, épisode 5 The Jose Morales Story (1960) de Virgil W. Vogel : Paco
  - Saison 5, épisode 11 The Traitor (1961) : le bandit mexicain
  - Saison 6, épisode 27 The Adam MacKenzie Story (1963) de Virgil W. Vogel : Carlos
- 1961 : Les Hommes volants (Ripcord)
  - Saison 1, épisode pilote The Sky Diver d'Alexander Singer : Mendez
- 1961-1963 : Bonanza
  - Saison 2, épisode 20 The Fugitive (1961) de Lewis Allen : Juan
  - Saison 4, épisode 19 The Last Haircut (1963) de William F. Claxton : Carlos Rodriguez
- 1962 : L'Homme à la carabine (The Rifleman)
  - Saison 5, épisodes 1 et 2 Waste, Parts I & II de Joseph H. Lewis : Ear Digger
- 1963-1966 : Le Virginien (The Virginian)
  - Saison 1, épisode 28 The Mountain of the Sun (1963) de Bernard McEveety : Rafael
  - Saison 4, épisode 23 Ride a Cock-Horse to Laramie Cross (1966) : Dom
- 1963-1968 : Gunsmoke ou Police des plaines (Gunsmoke ou Marshal Dillon)
  - Saison 9, épisodes 9 et 10 Extradition, Parts I & II (1963) de John English : le capitaine Diaz
  - Saison 13, épisode 22 The Jackals (1968) d'Alvin Ganzer : un bandit
- 1963-1968 : Les Aventuriers du Far West (Death Valley Days)
  - Saison 12, épisode 8 The Peacemaker (1963) : Barboneita
  - Saison 16, épisode 25 The Pieces of the Puzzle (1968) de Jean Yarbrough : Miguel Noe
- 1964 : Perry Mason, première série
  - Saison 7, épisode 28 The Case of the Drifting Dropout : un voisin
- 1964 : Suspicion (The Alfred Hitchcock Hour)
  - Saison 3, épisode 4 The Life Work of Juan Diaz de Norman Lloyd : Ignacia
- 1965 : L'Homme à la Rolls (Burke's Law), première série
  - Saison 3, épisode 6 Nightmare in the Sun de James Goldstone : Paco
- 1965-1967 : Match contre la vie (Run for Your Life)
  - Saison 1, épisode 3 Someone Who Makes Me Feel Beautiful (1965) de Leslie H. Martinson : le docteur
  - Saison 3, épisode 1 Who's Che Guevara? (1967) de Michael Ritchie : Pepe
- 1966 : Les Espions (I Spy)
  - Saison 1, épisode 28 L'or est comme le soleil (One Thousand Fine) de Paul Wendkos : Guzman
- 1967 : Au cœur du temps (The Time Tunnel)
  - Saison unique, épisode 23 L'Île de l'homme mort (Pirates of Deadman's Island) de Sobey Martin : le capitaine espagnol
- 1967-1968 : Le Grand Chaparral (The High Chaparral)
  - Saison 1, épisode 6 Young Blood (1967) de William F. Claxton : Miguel Morales
  - Saison 2, épisode 6 The Promised Land (1968) de Joseph Pevney et épisode 7 Ebenezer (1968) : Miguel Morales
- 1968 : Opération vol (It Takes a Thief)
  - Saison 1, épisode 5 L'Ange triste (One Illegal Angel) : le premier homme
- 1969 : La Nouvelle Équipe (The Mod Squad)
  - Saison 1, épisode 19 The Uptight Town d'Earl Bellamy : le cuisinier